# Sydney Fairbrother
Sydney Fairbrother (1872–1941) foi uma atriz britânica da era do cinema mudo.

## Filmografia selecionada
- Auld Lang Syne (1917)
- The Rotters (1921)
- The Golden Dawn (1921)
- The Bachelor's Club (1921)
- The Beloved Vagabond (1923) (1923)
- Married Love (1923)
- Love and Hate (1924)
- Wanted, a Boy (1924)
- A Fowl Proceeding (1925)
- Nell Gwyn (1926)
- The Return of Raffles (1932)
- The Temperance Fête (1932)
- Excess Baggage (1933)
- Chu Chin Chow (1934)
- Brewster's Millions (1935)
- All InAll In (1936)
- Paradise for Two (1937)
- King Solomon's Mines (1937)[2]
- Dreaming Lips (1937)